# Pseudenargia griseo-olivacea
Pseudenargia griseo-olivacea là một loài bướm đêm trong họ Noctuidae.